# Interamici
Los interamicos o Interamnicos (en latín, Interamici) eran un pueblo ibérico prerromano de origen desconocido, que habitaba en la actual región de Trás-os-Montes, Portugal y el norte de España, en la zona fronteriza de Zamora y Orense. Sucumbieron a la conquista romana de Hispania.
- Datos: Q3326324